# Hemiargus filenus
Hemiargus filenus är en fjärilsart som beskrevs av Felipe Poey 1833. Hemiargus filenus ingår i släktet Hemiargus och familjen juvelvingar. Inga underarter finns listade i Catalogue of Life.